# سيرج بلان (عازف كمان)
سيرج بلان (بالفرنسية: Serge Blanc)‏ هو عازف كمان فرنسي، ولد في 31 ديسمبر 1929 في باريس في فرنسا، وتوفي في 29 يونيو 2013 في نويي-سور-سين في فرنسا.

## وصلات خارجية
- الموقع الرسمي
- سيرج بلان على موقع IMDb (الإنجليزية)
- سيرج بلان على موقع ميوزك برينز (الإنجليزية)
- سيرج بلان على موقع ديسكوغز (الإنجليزية)